# Ruud Kleinpaste
Ruud Kleinpaste o Rudolf Kleinpaste Hendrik (23 de abril de 1952 (72 años), Indonesia) es un naturalista, activista, y animador neerlandés. Después de ser educado en casa, en Los Países Bajos, estudió ciencias agronómicas en la Universidad de Wageningen. Con el tiempo obtuvo un grado en silvicultura (cultivo de árboles). Mientras tanto, a la edad de 20 años, descubre la entomología.
Después de emigrar a Nueva Zelanda en 1978 (su esposa Julie es neozelandesa ), trabajó en diversos puestos ambientales; y luego durante 14 años en el Ministerio de Agricultura y Pesca ( MAF). En 1987 comenzó un programa de radio "talkback" (" El despertar de Ruud ") en el que ofrecía consejos de horticultura ecológica a los jardineros.
El éxito de ese espectáculo le llevó a una cierta fama en Nueva Zelanda, donde es conocido como "Bug Man". Se retiró de MAF en la década de 1990 media para seguir una carrera como consultor ecológico. Esta línea de trabajo ha llevado a trabajar dentro y fuera de la televisión de Nueva Zelanda, dado fama más para él y sus causas ambientales. Estos incluyen la promoción de técnicas agrícolas respetuosas del ambiente, la protección de especies en peligro las aves nativas de Nueva Zelanda, y, lo más famoso posible, la comprensión y apreciación de insectos, arañas y otros artrópodos terrestres.

## Algunas publicaciones
- carrie e. Holcomb, ruud Kleinpaste, philip Penketh. 2007. Buggin' with Ruud. Ed. Meredith Books, 48 pp. ISBN 0696231662, ISBN 9780696231667

- ruud Kleinpaste. 2005. Backyard Battlefield. Edición ilustrada de 	Random House New Zealand, 175 pp. ISBN 1869416910, ISBN 9781869416911

- --------------------. 1998. Scratching for a Living. Edición ilustrada de Random House New Zealand, 245 pp. ISBN 186941327X, ISBN 9781869413279

- rogan Colbourne, ruud Kleinpaste. 1983. A Study of Kiwis in an Exotic Forest. Ed. 	New Zealand Forest Service, 136 pp.